# جمال كعوان
جمال كعوان ، مواليد 28 أكتوبر 1960 في الجزائر ( الجزائر ) ، وزير سابق لوزارة الاتصال الجزائرية من مايو 2017 إلى غاية أفريل 2019.

## سيرة
ولد جمال كعوان في 28 أكتوبر 1960 في الجزائر العاصمة. إنه من بلدة زكري ، حيث وُلد والديه ثم عاشا في بير مراد رايس، الجزائر العاصمة. متزوج ولديه ثلاثة أطفال.

### التكوين
حاصل على درجة البكالوريوس في العلوم السياسية، تخصص العلاقات الدولية في عام 1984 من جامعة الجزائر.

### المسار المهني
بدأ جمال كعوان حياته المهنية كصحفي عام 1986 في جريدة المجاهد اليومية. من عام 1987 إلى عام 1989 ، كان صحفيًا في مديرية الإعلام في رئاسة الجمهورية الجزائرية. ثم في عام 1989 تم تعيينه رئيس تحرير جريدة المجاهد. وهو المنصب الذي شغله منذ ما يقرب من تسع سنوات قبل أن يصبح مدير نشر صحيفة Le Temps d'Algerie من 2008 إلى 2015  في عام 2015 ، تم تعيينه كرئيس ومدير تنفيذي للشركة الوطنية للنشر والاتصالات والإعلان (ANEP). وظيفة سوف يشغلها قبل عامين من تعيينه في الحكومة.

#### وزير الاتصال
في مايو 2017 ، تم تعيين جمال كعوان وزيراً للاتصال من قبل الرئيس عبد العزيز بوتفليقة في الحكومة عبد المجيد تبون . يحل محل حميد قرين.
في أغسطس 2017 ، خلال تعديل وزاري، أعيد تعيينه في هذه الوزارة في حكومة أويحيى العاشرة.
في مارس 2019 فقد حقينته الوزارية مع تعيين نور الدين بدوي وزيرا أولا خلفا لأحمد أويحي في حين خلف جمال كعوان في وزارة الإتصال حسن رابحي.